# فروکش (اقلیم)
فروکش اقلیمی (به انگلیسی: Climate drawdown) به نقطه‌ای از زمان در آینده اشاره دارد که سطوح غلظت گازهای گلخانه‌ای در اتمسفر از بالارفتن متوقف می‌شود و شروع به سرازیری پیوسته می‌کند. فروکش سطح زمین نقطه عطفی در معکوس کردن دگرگونی اقلیمی و درنهایت کاهش میانگین دمای جهانی است. پروژه فروکش به سازمانی غیرانتفاعی اشاره می‌کند که مأموریت دارد به جهان کمک کند تا به فروکش برسد و دگرگونی اقلیمی فاجعه‌بار را به سرعت، ایمن و منصفانه متوقف‌کند. درسال ۲۰۱۷، نشریهٔ فروکش به یکی از پرفروش‌ترین‌های نیویورک تایمز تبدیل‌شد، جایی‌که راه‌حل‌ها و تلاش‌های مختلف موجود برای کمک به رسیدن به این هدف فروکش را برجسته و تشریح کرد.

### ده راه‌حل برتر
| راه‌حل                           | سناریو ۱ حداقل CO2 -eq (Gt) کاهش‌یافته/مجذاشده (2020-2050) | سناریو ۲ حداکثر CO2 -eq (Gt) کاهش‌یافته/مجذاشده (2020-2050) |                   |       |       |
| ------------------------------- | --------------------------------------------------------- | ---------------------------------------------------------- | ----------------- | ----- | ----- |
| راه‌حل                           | سناریو ۱ حداقل CO2 -eq (Gt) کاهش‌یافته/مجذاشده (2020-2050) | سناریو ۲ حداکثر CO2 -eq (Gt) کاهش‌یافته/مجذاشده (2020-2050) | کاهش ضایعات غذایی | ۸۷٫۴۵ | ۹۴٫۵۶ |
| بهداشت و آموزش                  | ۸۵٫۴۲                                                     | ۸۵٫۴۲                                                      |                   |       |       |
| رژیم‌های غذایی غنی از گیاه       | ۶۵٫۰۱                                                     | ۹۱٫۷۲                                                      |                   |       |       |
| مدیریت مواد سردساز              | ۵۷٫۷۵                                                     | ۵۷٫۷۵                                                      |                   |       |       |
| احیای جنگلهای استوایی           | ۵۴٫۴۵                                                     | ۸۵٫۱۴                                                      |                   |       |       |
| توربین‌های بادی درخشکی           | ۴۷٫۲                                                      | ۱۴۷٫۷                                                      |                   |       |       |
| مواد سردساز جایگزین             | ۴۳٫۵۳                                                     | ۵۰٫۵۳                                                      |                   |       |       |
| فتوولتائیک خورشیدی مقیاس-سودمند | ۴۲٫۳۲                                                     | ۱۱۹٫۱۳                                                     |                   |       |       |
| خوراکپزهای تمیز بهبودیافته      | ۳۱٫۳۴                                                     | ۷۲٫۶۵                                                      |                   |       |       |
| فتوولتائیک‌های خورشیدی توزیع‌شده  | ۲۷٫۹۸                                                     | ۶۸٫۶۴                                                      |                   |       |       |